# 崇因寺藏经楼
崇因寺藏经楼位于河北省石家庄市正定县恒山东路路北，是一处河北省文物保护单位。
1982年11月，崇因寺藏经楼公布为正定县文物保护单位。
2018年2月14日，崇因寺藏经楼公布为第六批河北省文物保护单位，编号VI-3-3，古建筑类，年代为明。